# Bistum Santiago de Cabo Verde
Das Bistum Santiago de Cabo Verde (lat.: Dioecesis Sancti Iacobi Capitis Viridis) auf der Insel Santiago mit Sitz in Praia ist ein römisch-katholisches Bistum in Kap Verde und umfasst den südlichen Archipel. Es ist immediat, das heißt keinem Metropolitansitz, sondern direkt dem Heiligen Stuhl unterstellt.

## Geschichte
Das Bistum wurde bereits am 31. Januar 1533 aus dem portugiesischen Bistum Funchal herausgelöst und war diesem bis 1551, danach dem Patriarchat von Lissabon als Suffraganbistum unterstellt. Nachdem am 4. September 1940 die Mission sui juris Guinea Portoghese, das heutige Bistum Bissau, aus ihm ausgegliedert worden war, zählte es 1950 noch 168.109 Katholiken (95,1 %) in 30 Pfarreien mit 7 Diözesanpriestern, 18 Ordenspriestern und 9 Ordensschwestern.
Am 9. Dezember 2003 wurde das ebenfalls immediate Bistum Mindelo aus dem Bistum Santiago de Cabo Verde herausgelöst.

Kathedrale
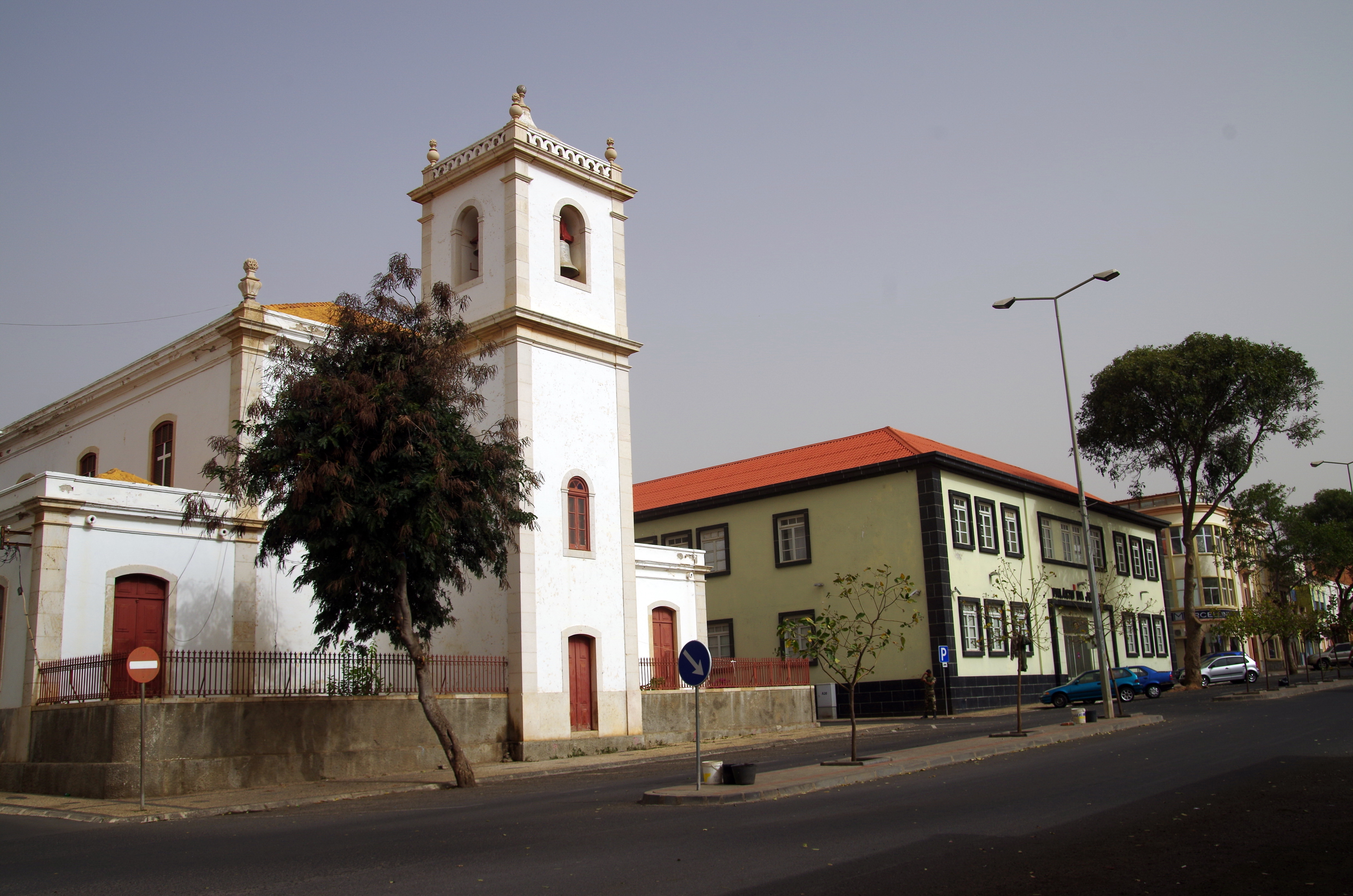
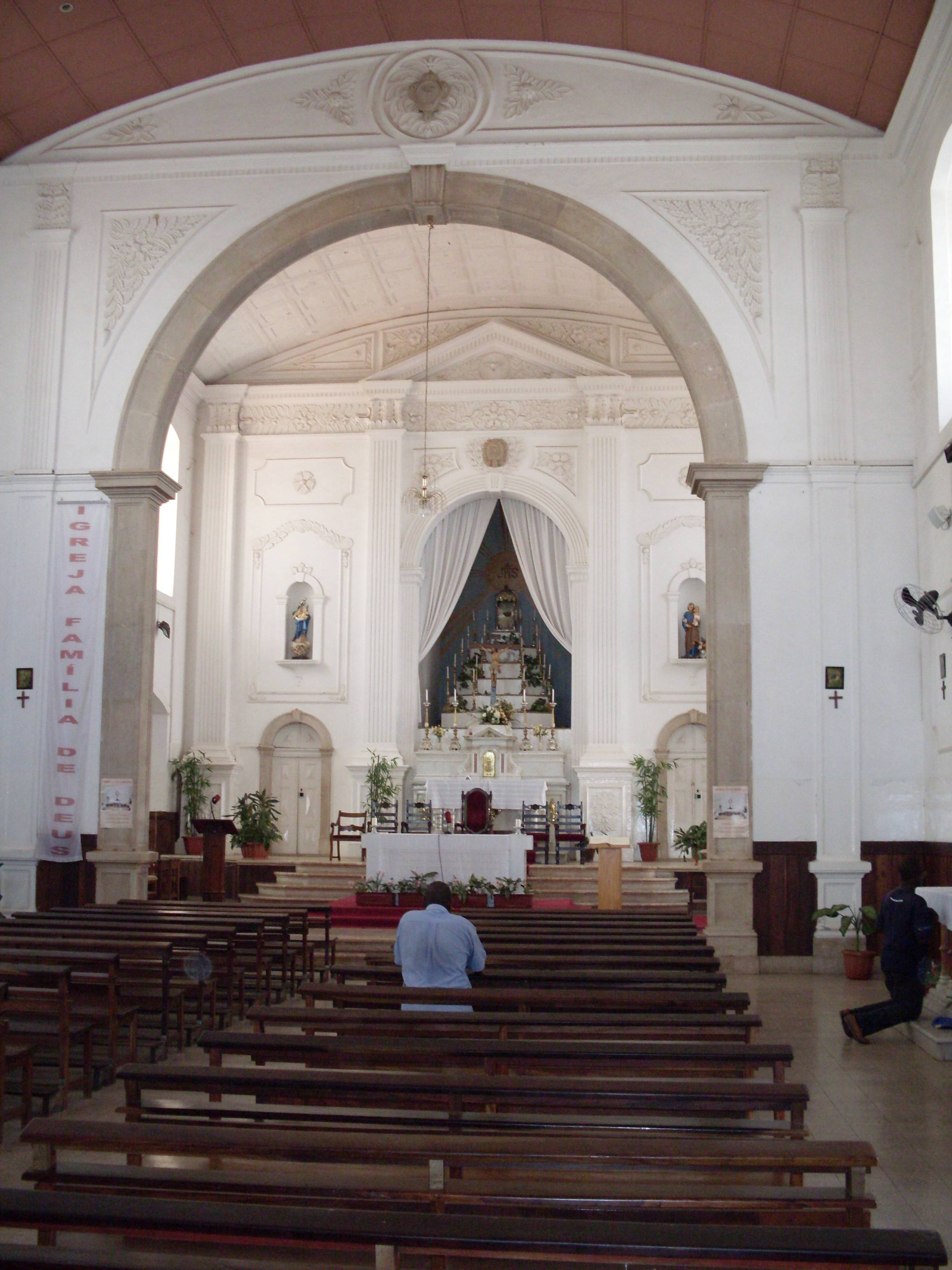
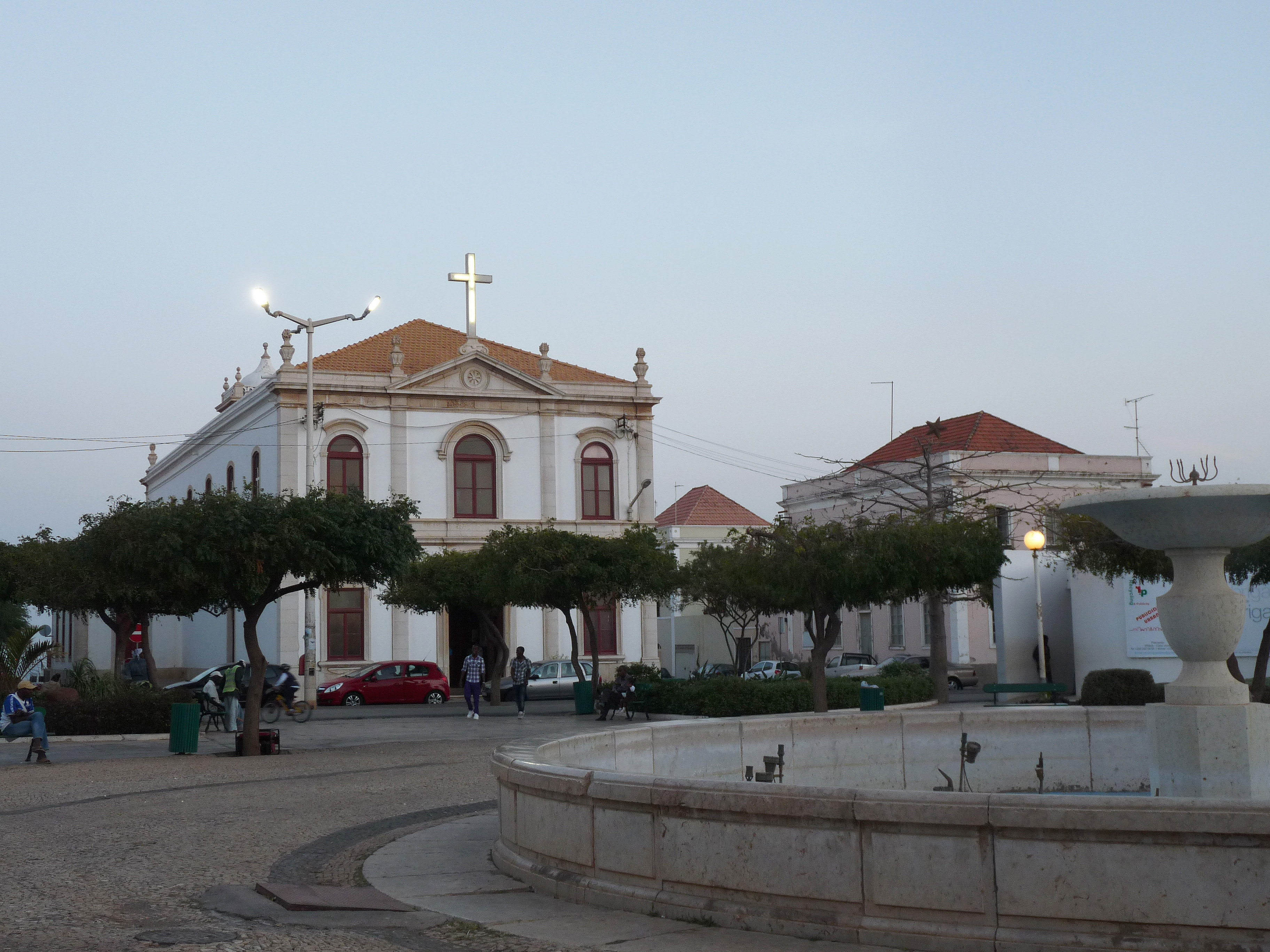